# Mari-Nunatak
Der Mari-Nunatak (spanisch Nunatak Mari) ist ein Nunatak an der Oskar-II.-Küste des Grahamlands auf der Antarktischen Halbinsel. Er ist einer der zahlreichen Nunatakker auf der Jason-Halbinsel und ragt nördlich des Castro-Nunataks bzw. östlich des Arizaga-Nunataks auf.
Argentinische Wissenschaftler benannten ihn. Der Namensgeber ist nicht überliefert.